# Bassozetus multispinis
Bassozetus multispinis är en fiskart som beskrevs av Shcherbachev, 1980. Bassozetus multispinis ingår i släktet Bassozetus och familjen Ophidiidae. Inga underarter finns listade.